# Байгузіно (Янаульський район)
Байгу́зіно (рос. Байгузино, башк. Байғужа) — село у складі Янаульського району Башкортостану, Росія. Адміністративний центр Байгузінської сільської ради.
Населення — 487 осіб (2010; 488 у 2002).
Національний склад:
- башкири — 67 %
- татари — 30 %